# Rebelión de Oruro

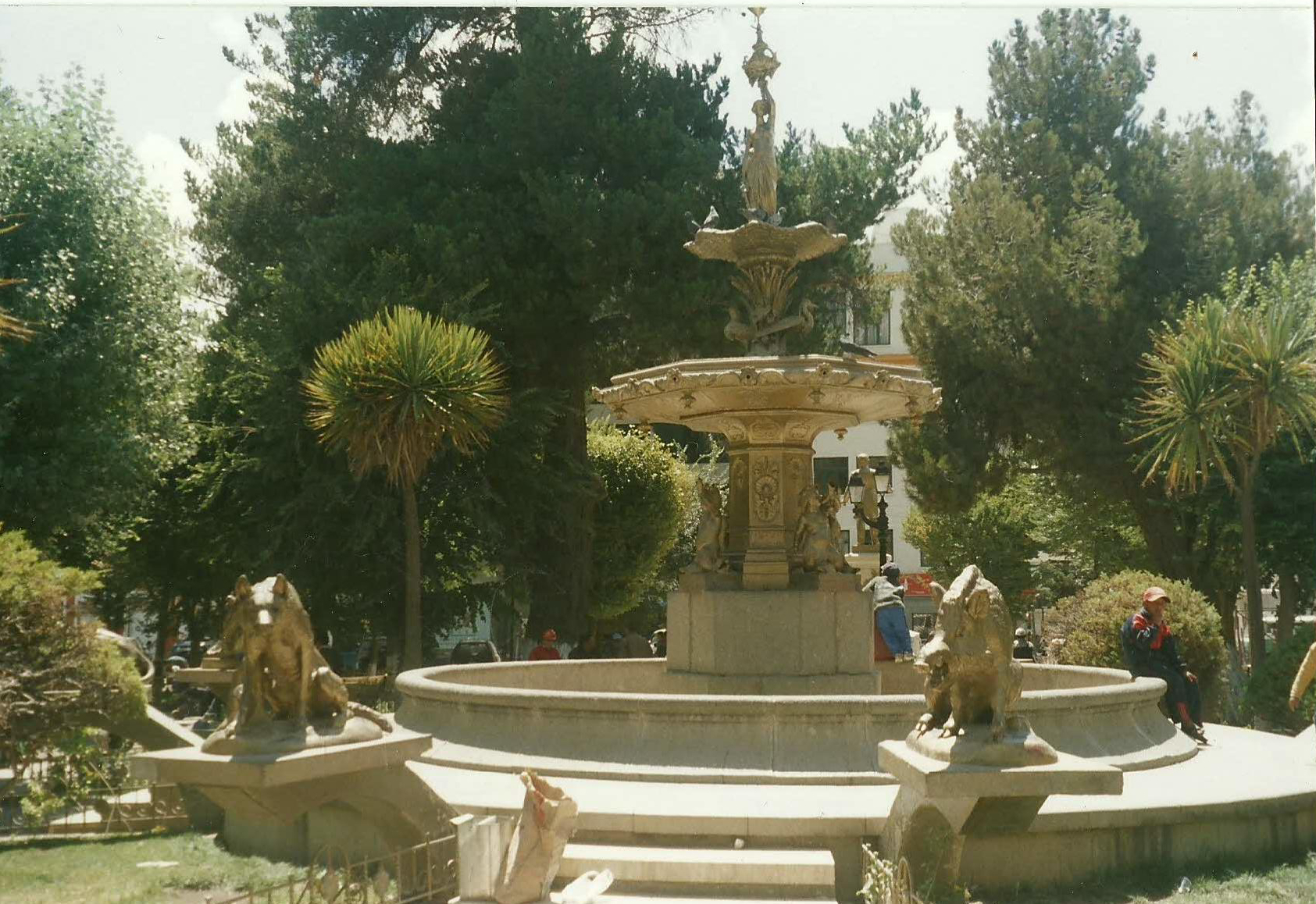
Plaza 10 de Febrero en la ciudad de Oruro, en homenaje a la Rebelión de 1781.

La Rebelión de Oruro tuvo lugar en la mencionada villa (en la actual Bolivia) contra los españoles el 10 de febrero de 1781 a causa de la rivalidad que había en la villa entre los europeos, por un lado, los criollos y mestizos por el otro. En 1781, el Corregimiento de Oruro formaba parte de la Provincia de Charcas, dentro del Virreinato del Río de la Plata. Dicha rebelión fue liderada por el sargento mestizo Sebastián Pagador.
Para algunos sectores de la historiografía independentista hispanoamericana, este acontecimiento es señalado como el "Primer Grito Libertario de América", lo cual es disputado por quienes sostienen que el nombre corresponde a la revolución de Chuquisaca de 1809.
Este hecho fue poco conocido en Bolivia en el siglo XIX hasta que el historiador boliviano Adolfo Mier lo rescató en 1884. Sin embargo, a mediados del siglo XIX en Argentina y Perú se habían publicado algunos trabajos al respecto.
La formación de los partidos contendientes en esta rebelión se había producido a partir del levantamiento de Juan Vélez de Córdova en 1739, y el proceso judicial subsiguiente.

## Sucesos en Oruro durante la rebelión
En respuesta a la rebelión de Túpac Amaru II se habían movilizado milicias indígenas; la resistencia de algunos líderes menores de éstos fue castigada por el corregidor Manuel de la Bodega y Llano de Paria. Los indígenas se convocaron en la Villa pidiendo la libertad de los prisioneros el 14, en número tan alto que provocó la rendición del grupo que seguía a Bodega; pese a que el cura Beltrán evitó un enfrentamiento improvisando una procesión, el corregidor fue matado por los indígenas.
En los días siguientes, las tropas escapadas de la inminente masacre difundieron por toda la región que el alzamiento en Paria era especialmente peligroso, aunque advertían que el cacique Chungara se había comportado humanamente con ellos. Hubo varios movimientos sediciosos más, que en términos generales no revistieron la misma importancia, aunque en uno de ellos fue asesinado un maestro.
En la Real Villa de San Felipe de Austria (Oruro), el cabildo decidió extremar las precauciones ante la posibilidad de un próximo alzamiento indígena; estas prevenciones incluían el acuartelamiento de las tropas, con especial cuidado de no dar oportunidad a los indígenas de sublevarse.
El 9 de febrero de 1781, el corregidor Ramón de Urrutia y Las Casas concentró las milicias de mestizos, cholos, criollos, españoles y negros en el cuartel. Dado el peligro de sublevación de los indígenas, éstos fueron acuartelados bajo llave; y debido al largo enfrentamiento entre españoles y criollos, éstos también quedaron bajo llave, pese a los insistentes pedidos de sus mujeres e hijas. Los negros se consideraban leales a los españoles, que eran en su gran mayoría sus amos.
Al día siguiente, por la madrugada, las milicias de cholos, mestizos y criollos fueron liberadas; inmediatamente acudieron a Jacinto Rodríguez y Herrera, considerado el líder del partido criollo, y le solicitaron intercediera para no volver a ser encerradas bajo llave en las siguientes convocatorias de las milicias. Pero Rodríguez abandonó la Villa.
Por la mañana y la tarde hubo una tensa calma, y por la noche, cuando Urrutia volvió a convocar a las milicias, los indígenas y criollos desoyeron el llamado. Tras confirmar que no sería obedecido, el corregidor Urrutia ordenó formar barricadas en torno a la Plaza y especialmente defendiendo el edificio de las Cajas Reales. Los españoles prefirieron reunirse en la Iglesia y en la casa de Endeiza, en la Plaza del Regocijo, tratando de salvar a sus familias. También los caudales de las Cajas Reales fueron trasladados a esta casa. El corregidor Urrutia huyó a Cochabamba.
En medio de la tensa situación, un español de apellido Santelices disparó sobre una colina ocupada por indígenas, desatando el desastre: la colina estaba ocupada solamente por mujeres y niños, por lo que los indígenas reaccionaron con gran violencia. En la madrugada del día 11, un tumulto asaltó la casa de Endeiza, donde murieron todos los españoles y negros que ahí se refugiaban.
Durante la mañana del 11, el vicario de la villa convocó a los principales vecinos; siendo nombrado Jacinto Rodríguez corregidor de la Villa.
Los saqueos continuaron, afectando a las casas de los españoles y de algunos criollos, causándose varias muertes más. Para evitar ser violentados, muchos criollos se vistieron con ropas indígenas y circulaban profiriendo vivas a Túpac Amaru.
El día 12 fue relativamente más tranquilo.
El 13 de febrero, el sargento Sebastián Pagador, jefe de la guardia del edificio de las Cajas Reales, cometió la imprudencia de agredir a uno de los jefes indígenas, lo que provocó la violenta reacción de los mismos: fue muerto en la misma cuadra.
El día 14 llegó a la Villa el hermano del nuevo corregidor, Juan de Dios Rodríguez y Herrera, al frente de un grupo de indígenas de Paria, con la intención de apaciguar los ánimos. Finalmente se decidió distribuir el dinero de las Cajas Reales entre los indígenas en la "cancha" del cacique Manuel Campoverde (probablemente actual calle Murguía y Pagador), a cambio de la salida de los mismos de la Villa.
El día 17, los indígenas fueron expulsados a la fuerza de Oruro por los milicianos de Rodríguez.

## Represión de la rebelión de Oruro
La  rebelión de Oruro había concluido con el alzamiento liderado por Túpac Amaru II, el último grito de independencia incaico, pero variados desacuerdos producirían la ruptura inmediata. Frente a la creciente derrota de las filas rebeldes, los criollos orureños fingieron lealtad a la monarquía española, elaborando justificaciones ideológicas que afirmaban centralmente que los criollos y cholos se rebelaron y asesinaron a los chapetones como autodefensa, pues éstos planeaban asesinarlos.
En la rebelión del 10 de febrero de 1781 y días subsiguientes en la Villa de San Felipe de Austria de Oruro, fueron asesinados alrededor de treinta y cinco españoles europeos, y unos veinte esclavos negros. A los masacrados, se les sustrajo barras de plata sellada, objetos de Castilla y otros valores por un monto calculado en más de 6000 00 pesos.
Con todo, varios españoles que salvaron su vida, entre ellos el corregidor Urrutia consiguieron llegar a Cochabamba donde denunciaron los crímenes del alzamiento de febrero en Oruro. Desde allí tomaron camino hacia Chuquisaca, haciendo lo mismo. Por ello, se desarrolló una profusa correspondencia con el gobernador de Potosí con oidores de La Plata, e incluso con el Virrey del Río de la Plata, Juan José de Vértiz y Salcedo.
El control de la villa de Oruro por parte de los rebeldes se mantuvo hasta 1783 cuando el virrey Vértiz dispuso secretamente el indulto de la plebe mestiza de Oruro y ordenó la investigación de los hechos para determinar los principales cabecillas de la rebelión. La cuestión habría sido motivada, aparte de castigar los sucesos anteriores, por los rumores de un nuevo alzamiento que habría atumultado a la plebe orureña, en confluencia con la rebelión de Diego Cristóbal Túpac Amaru en los altos de Quispicanchis.
En la Real Orden de Vértiz comisionando al Coronel José Sebastián de Segurola para la captura de los principales caudillos, le rogaba moverse con precaución y rigurosísima reserva hasta tener todos a los reos en prisión, disimulando sus movimientos y acciones. Debía manifestar su comisión al corregidor Ramón de Urrutia y Las Casas bajo juramento de guardar el mayor secreto. Los reos deberían ser conducidos inmediatamente a Potosí, desde donde se les despacharía con el mismo resguardo y precaución a Buenos Aires, la capital del Virreinato del Río de la Plata. Vértiz advertía al comisionado referido, que la causa era de las de más grave consideración, y recomendada por su Majestad, por lo que se esperaba …se conducirá con el pulso, prudencia y esmero que exigen tan altas circunstancias....
Al año siguiente fueron apresados y enviados a Buenos Aires, en tandas, por tierra y a lomo de mula, un número impreciso de reos, mayormente criollos y cholos, siendo confinados por su presunta peligrosidad en calabozos especialmente construidos en las Casas Redituantes de la Universidad, o de Temporalidades, situadas en la actual Manzana de las Luces.
El virrey Vértiz mandó levantar al arquitecto y brigadier portugués José Custodio de Sáa y Faría en 1782, una serie de casas llamadas Casas Redituantes, en el solar ocupado por la actual Manzana de las Luces (actuales Perú, Moreno, Alsina y Bolívar), cuyo primer destino era ser destinadas al alquiler de particulares. Las obras estaban comenzadas, cuando debido a la notoriedad de los reos de Oruro y para mayores recaudos sobre su seguridad, Vértiz ordena en 1784 reformar cuartos de las nuevas casas para alojarlos, determinándose que sería preciso aplicar la mayor parte de los albañiles y peones utilizados en la obra principal, colocar puertas y ventanas con los herrajes adecuados y pequeñas rejas para dar luz a los calabozos.
Primero se construyeron veintiocho calabozos, un cuarto para el oficial de guardia y otro para el cuerpo de la misma. Luego se añadieron dos más y uno común para servicio de los presos. También se construyó una sala de declaraciones, blanqueada con cal almagra. Los calabozos fueron formados en los cuartos y muchas veces en los corredores, añadiendo puertas de una o dos manos, o ventanas a la obra principal, con las respectivas llaves, cerrojos y rejillas.
El monto total de las refacciones ascendió a dos mil ochocientos veintiún pesos y cuatro reales, haciéndose notar que las habitaciones ocupadas con calabozos podrían rentar cada una mensualmente el alquiler de tres pesos y el grave perjuicio que había resultado a las entonces seis viviendas principales, que quedaban inhabilitadas por la parte ocupada para custodia de dichos reos.
A medida que comenzaron los traslados de reos a la Real Cárcel o hacia otro destino, o se obtuvieron libertades bajo fianza, se fueron desocupando calabozos. Y en forma paralela se fueron habilitando casas para darlas en alquiler, según su propósito original.
Los doctores Antonio Francisco Mutis y Francisco Bruno de Rivarola fueron los abogados defensores de los principales reos de la causa. La defensa expresó a favor de los acusados que ellos estaban

..atemorizados gravemente con el horror de la cárcel, y prisiones, y con las importunas e instantes preguntas, repreguntas, cargos y reconvenciones, que se nos hacían teniéndonos horas enteras parados perturbada la cabeza, inquieto el espíritu, y trastornada toda la maquinaria con las prisiones, incomodidades, y padecimientos del ánimo, esperando por instantes la muerte, deseábamos por lo mismo salir de nuestras confesiones, aunque fuese a padecer la misma muerte, a que aspirábamos en ocasiones por librarnos de tantas, y tales fatigas, separarnos de un Juez airado en su modo, y expresiones con que parecía querernos sacar por fuerza reos.

## La Causa de Oruro en Buenos Aires
La Causa de Oruro fue caratulada como Crimen de Lesa Majestad, siendo instrumentada por la recién creada Real Audiencia Pretorial de Buenos Aires, por orden del rey Carlos III y su delegado, el virrey Juan José de Vértiz y Salcedo a partir de 1784.
Las motivaciones que impulsaron a la Corona española a instrumentar tan largo proceso judicial (1784-1801), situación sin precedentes en la gran sublevación general del Alto y Bajo Perú, dado que los procesos a los acusados de las castas inferiores fueron sumarísimos, con torturas y rápido desemboque en el patíbulo, se debería a la cautelosa actitud que se mantuvo para con los criollos.
Justamente, los acusados de ser cabecillas de la rebelión de Oruro eran criollos en su mayor parte, y tanto el efectivo poder que habían alcanzado, como la crueldad y ambición atribuidas a la masacre, cuanto la peligrosa alianza con las castas inferiores que la habría producido, movilizaron a los españoles a indagar sus alcances y motivaciones últimas.
Los resultados de la Causa de Oruro fueron estériles para España. Los largos interrogatorios a los acusados y multitud de testigos plantearon un laberinto sin respuestas. Sin embargo, parece evidente el mantenimiento de cierta fórmula legal y la ausencia de torturas durante los interrogatorios en Buenos Aires, a pesar de que las condiciones penosas que debieron soportar los reos en sus calabozos, implicaron una coerción psicológica en sus declaraciones, motivando contradicciones, acusaciones mutuas y desvarío permanente.
Durante los primeros años, gran parte de los reos permanecieron incomunicados, con grilletes, encerrados día y noche en calabozos lóbregos y húmedos, en condiciones infrahumanas dado que no se les permitía asearse ni medicarse, custodiados por guardias que hacían requisas cada dos horas.
En 1787 una porción de ellos fue trasladada a la Real Cárcel en condiciones mejores, otorgándoseles libertad bajo fianza en gran parte. A los reos que eran sacerdotes se los envió a conventos con orden de mantenerlos incomunicados y prisioneros.
Por lo tanto, solo se mantuvo en los calabozos de Oruro a una porción de ellos, alrededor de diez, los considerados principales cabecillas. En 1791, debido a las condiciones insalubres de los calabozos se les dio libertad condicional en el marco de la ciudad, para que pudieran sanar sus muchas enfermedades y achaques. Paulatinamente, entre 1793 y 1795 se los fue devolviendo a la cárcel porque la sentencia de la causa estaba próxima.
La sentencia fue dictada finalmente en 1795 por el oidor Francisco Garasa Giménez de Vázquez, a cargo de la causa. Los considerados principales motores y cabecillas del alzamiento fueron condenados a muerte, especialmente los hermanos Jacinto y Juan de Dios Rodríguez de Herrera, ya fallecidos, quienes serìan ejecutados simbólicamente post mortem. El resto sufriría penas similares, aunque en vida.

## Anulación de la Causa de Oruro en España
Igualmente, tres reos principales (el vicario Patricio Gabriel Menéndez, Juan Gualberto Mexia y Antonio Quirós) por tal sentencia fueron enviados a España, para que el Real Consejo de Indias dictara allí el fallo definitivo.
Luego de tres revisiones con su respectiva anulación de parte del Consejo de Indias de la Causa de Oruro, finalmente, por Real Cédula del 20 de noviembre de 1801, el rey Carlos IV aceptaba la revisión del Consejo de Indias y decretaba la anulación de la sentencia dada en Buenos Aires por el Oidor y Juez Comisionado Francisco Garasa Giménez de Vázquez, y “..dándola por conclusa en mandar se archive en el estado que tiene; que se coloque al doctor don Patricio Gabriel Menéndez en alguna canonjía de las Iglesias del Perú y al abogado don Juan Gualberto Mexía y don Antonio Quirós, teniente de Milicias, en destinos correspondientes a su edad y profesión; y entendiéndose lo mismo con don Diego Flores, don Clemente Menacho, don Nicolás Iriarte y don José Mariano Azurduy, se les relajen prontamente las prisiones en que se hallan en Buenos Aires.”, mandando se les devolvieran los bienes embargados “sin ruidos ni tropelías”, para dar por terminada tan espinosa cuestión.”.